# Domenico Maria Corsi
Domenico Maria Corsi (Firenze, 1633 – Rimini, 6 novembre 1697) è stato un cardinale e vescovo cattolico italiano.

## Biografia
Nacque nel 1633 a Firenze.
Papa Innocenzo XI lo elevò al rango di cardinale nel concistoro del 2 settembre 1686.
Partecipò al conclave del 1689 che elesse Alessandro VIII e a quello del 1691 che elesse Innocenzo XII.
Morì il 6 novembre 1697 all'età di 64 anni.

## Genealogia episcopale e successione apostolica
La genealogia episcopale è:
- Cardinale Guillaume d'Estouteville, O.S.B.Clun.
- Papa Sisto IV
- Papa Giulio II
- Cardinale Raffaele Riario
- Papa Leone X
- Papa Paolo III
- Cardinale Francesco Pisani
- Cardinale Alfonso Gesualdo
- Papa Clemente VIII
- Cardinale Pietro Aldobrandini
- Cardinale Laudivio Zacchia
- Cardinale Antonio Barberini, O.F.M.Cap.
- Cardinale Marcantonio Franciotti
- Cardinale Giambattista Spada
- Cardinale Carlo Pio di Savoia
- Vescovo Gianfrancesco Riccamonti, O.S.B.
- Cardinale Domenico Maria Corsi

La successione apostolica è:
- Cardinale Andrea Santacroce (1690)
- Vescovo Michele Maria Dentice (1697)
- Vescovo Filippo de' duchi di Suessa (1697)
- Vescovo Giuseppe Roero (1697)